# Miyazaki's Spirited Away
| Recensione   | Giudizio |
| ------------ | -------- |
| AllMusic     | [ 2 ]    |
| Sputnikmusic | [ 3 ]    |

Miyazaki's Spirited Away è la colonna sonora composta e arrangiata da Joe Hisaishi per il film d'animazione La città incantata (千と千尋の神隠し?, Sen to Chihiro no kamikakushi), scritto e diretto da Hayao Miyazaki e realizzato dallo Studio Ghibli nel 2001.

## L'album
Per la composizione della colonna sonora del film, Miyazaki ha selezionato ancora una volta il suo abituale collaboratore Joe Hisaishi. I brani sono stati orchestrati dalla New Japan Philharmonic. La colonna sonora è stata giudicata ottima dal critico cinematografico Paolo Mereghetti nel suo Dizionario dei film, inoltre ha ricevuto diversi premi e riconoscimenti in patria: il Mainichi Film Competition Award per la miglior musica; il Tokyo International Anime Fair Award per la miglior musica nella categoria cinema; e nel 2002 il Japan Gold Disc Award per l'album d'animazione dell'anno.
Le musiche del film sono state raccolte in un CD, uscito il 17 luglio 2001 in Giappone con il titolo Sen to Chihiro no kamikakushi saundotorakku e pubblicato dalla Tokuma Japan Communications. Il 10 settembre 2002 invece venne distribuito dalle case discografiche BMG, Phantom Import Distribution e Milan Records con il nome Miyazaki's Spirited Away in tutto il resto del mondo.

## Tracce
Tutte le musiche composte da Joe Hisaishi, tranne dove indicato.
1. Ano natsu he (あの夏?) – 3:09
2. Toorimichi (とおり道?) – 2:07
3. Dare mo inai ryouriten (誰もいない料理店?) – 3:15
4. Yoru kitaru (夜来る?) – 2:00
5. Ryuu no shounen (竜の少年?) – 2:12
6. Boiraa mushi (ボイラー虫?) – 2:33
7. Kamisama-tachi (神さま達?) – 3:00
8. Yubaaba (湯婆婆?) – 3:30
9. Yuya no asa (湯屋の朝?) – 2:02
10. Ano hi no kawa (あの日の川?) – 3:13
11. Shigoto wa tsuraize (仕事はつらいぜ?) – 2:26
12. Okusaregami (おクサレ神?) – 4:01
13. Sen no yuuki (千の勇気?) – 2:45
14. Sokonashi ana (底なし穴?) – 1:18
15. Kaonashi (カオナシ?) – 3:47
16. 6 banme no eki (6番目の駅?) – 3:38
17. Yubaaba kyouran (湯婆婆狂乱?) – 1:38
18. Numa no soko no ie (沼の底の家?) – 1:29
19. Futatabi (ふたたび?) – 4:53
20. Kaeru hi (帰る日?) – 3:20
21. Itsumo nando demo (いつも何度でも?) – 3:35 – (Wakako Kaku)

Durata totale: 59:51

## Nella cultura di massa
- Il due volte campione olimpico di pattinaggio Yuzuru Hanyū ha interpretato Ano natsu he all'interno dello spettacolo GIFT, svoltosi al Tokyo Dome il 26 febbraio 2023[7] e trasmesso da Disney+.[8]